# Vjekoslav Luburić
Vjekoslav Luburić (Humac, Ljubuški, actual Bòsnia i Hercegovina, 20 de juny de 1913 - Carcaixent, València, 20 d'abril de 1969), conegut també com a Maks Luburić.
Va formar part del moviment Ústaixa i va dirigir el camp de concentració de Jasenovac. Només va cursar estudis primaris. El 1931 es va adherir al moviment Ústaixa. Va emigrar a Hongria en 1932 i es va instal·lar en el camp ústaixa de Jankapuszta, a prop de Budapest, on es va convertir en cap de l'economat del camp.
A l'abril de 1941 va retornar a Croàcia. Durant la formació de l'Estat independent de Croàcia (NDH), al principi de la Segona Guerra Mundial, Luburić va ser ascendit a general, encarregat de la regió del Drina. A partir de la instauració de les presons d'extermini per part de l'Estat Croat, aliat dels nazis, Luburić fou nomenat comandant principal dels camps, i en una cerimònia celebrada el 9 d'octubre de 1942, es va vantar per la gran "eficàcia" del centre d'assassinat de Jasenovac.
Es considera que entre 69.000 i 700.000 persones van trobar la mort en Jasenovac. Els observadors nazis que estaven amb ell el van qualificar, en diversos informes oficials, de "sàdic extrem" i de "malalt mental".
Després de la derrota de l'Estat independent de Croàcia, Luburić va dirigir breument una formació paramilitar anomenada els Croats (Križari), però no va aconseguir el seu objectiu de restablir el règim croata afí al nazisme. Al final de la Segona Guerra Mundial, va passar il·legalment a Hongria, després a Àustria i més tard a França.
Posteriorment es va instal·lar a Espanya, on va viure protegit pel règim franquista, que li va facilitar el nom fals de Vicente Pérez. Es va casar amb una espanyola, amb la qual va tenir quatre fills. Dirigia una impremta a Carcaixent i participava en activitats de les organitzacions d'emigrants croats a Espanya, Suècia, Alemanya, Canadà...
Luburić va ser assassinat en la seua casa de Carcaixent el 20 d'abril de 1969 per Ilija Stanić, un suposat agent dels serveis secrets iugoslaus (UDBA), que mai va ser detingut.